# Fernando Campos
Fernando Campos Quiroz (15. oktober 1923 - 14. september 2004) var en chilensk fodboldspiller (midtbane). Han spillede for Santiago Wanderers og Colo-Colo, samt for Chiles landshold. Han var med i den chilenske trup til VM 1950 i Brasilien, men kom dog ikke på banen i turneringen, hvor chilenerne blev slået ud efter det indledende gruppespil. Han deltog desuden ved de sydamerikanske mesterskaber i 1947.